# Fileanivka, Nova Ușîțea
Fileanivka (în ucraineană Філянівка) este un sat în așezarea urbană Nova Ușîțea din regiunea Hmelnîțkîi, Ucraina.

## Demografie
Componența lingvistică a localității Fileanivka
     Ucraineană (96,14%)
     Rusă (3,61%)
     Alte limbi (0,12%)
Conform recensământului din 2001, majoritatea populației localității Fileanivka era vorbitoare de ucraineană (96,14%), existând în minoritate și vorbitori de rusă (3,61%).